# Niphoparmena abyssinica
Niphoparmena abyssinica là một loài bọ cánh cứng trong họ Cerambycidae.